# San Rafael de la Laguna
San Rafael de la Laguna ist eine Ortschaft und eine Parroquia rural („ländliches Kirchspiel“) im Kanton Otavalo der ecuadorianischen Provinz Imbabura. Die Parroquia besitzt eine Fläche von 18,13 km². Die Einwohnerzahl beim Zensus 2010 betrug 5421. Im Hauptort leben sowohl Indigene (Kichwa) als auch Mestizen. In den Dörfern (Comunidades) leben dagegen überwiegend oder ausschließlich Indigene (Kichwa).

## Lage
Die Parroquia San Rafael de la Laguna liegt in den Anden im Norden von Ecuador. Das Gebiet liegt in Höhen zwischen 2680 m und 4080 m. Das Verwaltungsgebiet erstreckt sich vom Südufer des Lago San Pablo im Norden bis zum Ostufer der Laguna Caricocha, einem Kratersee des Vulkans Mojanda, im Süden. Der etwa 2740 m hoch gelegene Hauptort befindet sich an der Fernstraße E35 (Quito–Otavalo) 5,5 km südöstlich vom Kantonshauptort Otavalo sowie etwa 750 m vom Südufer des Lago San Pablo entfernt.
Die Parroquia San Rafael de la Laguna grenzt im Nordosten an die Parroquia San Pablo del Lago, im Osten und im Süden an die Parroquia González Suárez sowie im Westen an die Parroquia Eugenio Espejo.

## Orte und Siedlungen
Der Hauptort besteht aus 2 Barrios: Central und La Estación. Ferner gibt es 9 Comunidades in der Parroquia: Cachimuel, Cachiviro, Capilla Pamba, Cuatro Esquinas, Huaycopungo, Mushuk Ñan, San Miguel Alto, San Miguel Bajo und Tocagón.

## Geschichte
Die Parroquia San Rafael de la Laguna wurde am 7. Juni 1884 (fecha de creación) gegründet.